# Antonio Stagnoli
Antonio Stagnoli (Bagolino, 1º giugno 1922 – Bagolino, 24 ottobre 2015) è stato un pittore e incisore italiano.

## Biografia
A due anni e mezzo divenne sordomuto. A dodici anni, già orfano, imparò le prime parole dai Pavoniani. Da ragazzo iniziò con i primi gessetti e i primi disegni e frequentò in seguito l'Accademia di Brera. Morì nel paese natale la mattina del 24 ottobre 2015 all'età di 93 anni.
I temi della sua pittura sono quelli legati alla civiltà rurale e montana del territorio di Bagolino.
Fu invitato da Vittorio Sgarbi alla Biennale di Venezia del 2011.
Dedicato a Stagnoli è il cortometraggio Fantasmi di voce (regia di Elisabetta Sgarbi), commissionato dalla Comunità Montana della Valle Sabbia e dal gallerista Arialdo Ceribelli e presentato alla 60ª Mostra Internazionale d'Arte Cinematografica di Venezia.
Nel 2012 è stata dedicata al pittore la poesia ‘’Pas en amur’’ di Innocente Foglio.